# Mendexa
Mendexa – gmina w Hiszpanii, w prowincji Biskaja, w Kraju Basków, o powierzchni 6,91 km². W 2011 roku gmina liczyła 439 mieszkańców.